# Certificación ecológica

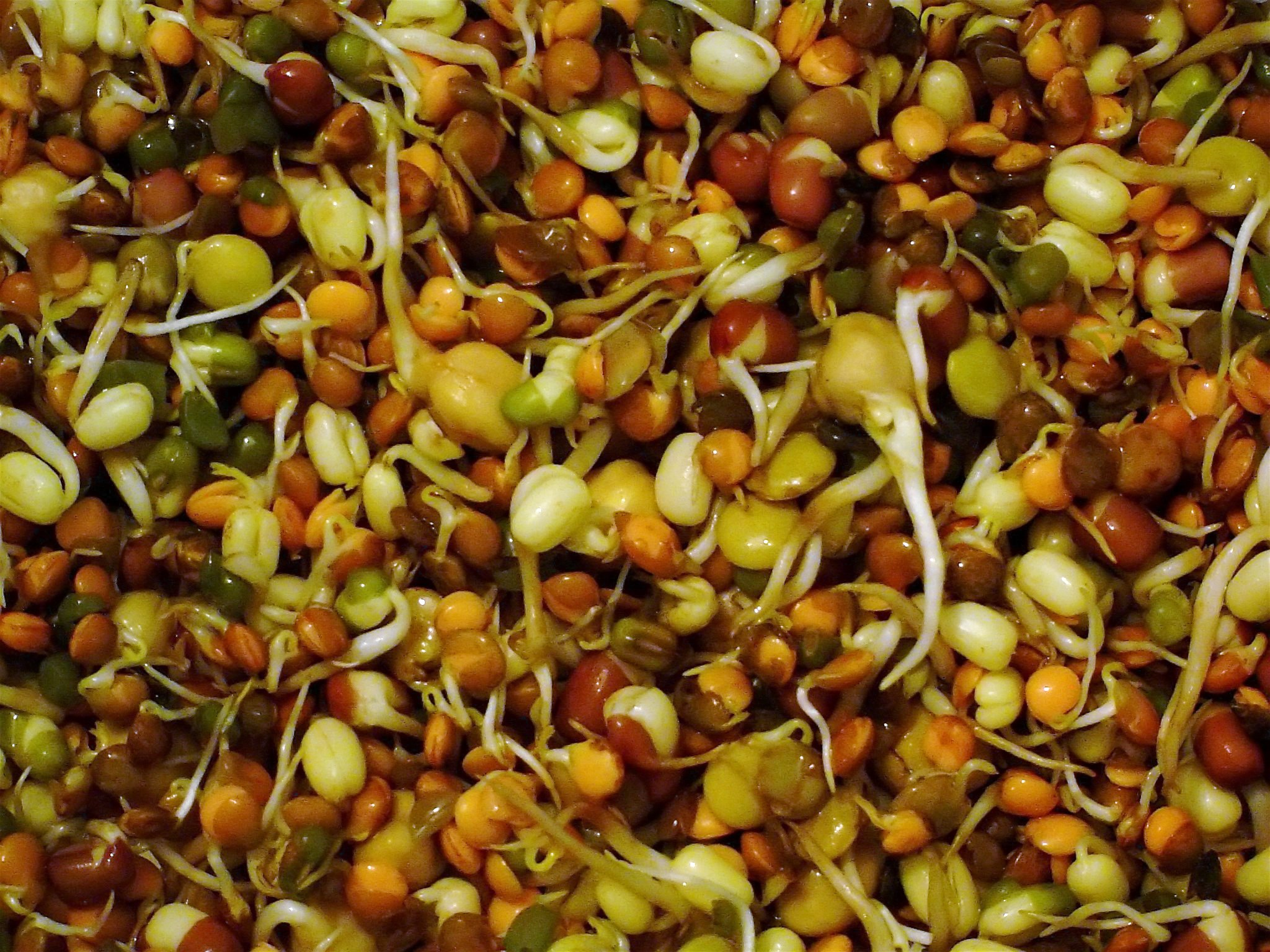
Brotes de soja.

La certificación ecológica u orgánica es el proceso por el cual los productores de alimentos, insumos, y productos elaborados o transformados, obtienen la calificación de ecológicos (o bio- en el mundo anglosajón).
En general, cualquier negocio directamente relacionado con producción alimentaria puede ser certificado, tal como alimentos, semillas, granjas, procesos, distribuidores o restaurantes, 
Los requerimientos varían en cada país y suelen cubrir un conjunto de estándares de producción tanto en cultivo, almacenaje, procesamiento, empaquetado y distribución. Algunos de ellos son:
- Evitar organismos genéticamente modificados y sustancias químicas de síntesis, tales como fertilizantes, pesticidas, antibióticos o aditivos.
- Usar suelos de cultivo en los que no se hayan empleado productos químicos durante tres o más años.
- Mantener una separación física estricta entre los productos ecológicos certificados de aquellos sin certificación.
- Someterse a inspecciones periódicas in situ.
- Llevar un control documental del proceso de producción y ventas del producto.

El logotipo orgánico de la Unión Europea ayuda a los ciudadanos a identificar los productos procedentes de este tipo de agricultura.

En muchos países, el proceso de certificación está supervisado por la administración pública.  Como es normal los productores de ecológico se ven sujetos, además, a la misma regulación que se exige a aquellos productores sin certificación.

## Unión Europea
| país                                     | extensión (has) | porcentaje |
| ---------------------------------------- | --------------- | ---------- |
| UE 27 estados                            | 6.115.465       | 3,9        |
| Australia                                | 11.800.000      | 4,1        |
| Bélgica                                  | 22.994          | 1,7        |
| Rep. Checa                               | 254.982         | 7,2        |
| Chipre                                   | 2               | 1,1        |
| Dinamarca                                | 134.129         | 5,2        |
| Finlandia                                | 147.587         | 6,5        |
| Francia                                  | 560.838         | 2          |
| Alemania                                 | 807.406         | 4,7        |
| Grecia                                   | 288.737         | 7,2        |
| Hungría                                  | 128.576         | 2          |
| Irlanda                                  | 34.912          | 0,8        |
| Italia                                   | 1.069.462       | 8,4        |
| Letonia                                  | 118.612         | 7          |
| Lituania                                 | 64.544          | 2,3        |
| Luxemburgo                               | 3.158 *         | 2,4        |
| Malta                                    | 14              | 0,1        |
| Holanda                                  | 48.765          | 2,5        |
| Austria                                  | 360.369         | 11         |
| Polonia                                  | 82.730 *        | 2,4        |
| Portugal                                 | 233.458         | 6,3        |
| Suecia                                   | 222.268         | 6,2        |
| Suiza                                    |                 | 11         |
| Eslovaquia                               | 90.206          | 4,8        |
| Eslovenia                                | 23.499          | 4,8        |
| España                                   | 807.569         | 3,2        |
| Reino Unido                              | 608.952         | 3,8        |
| Source: «Eurostat press release 80/2007» |                 |            |

En la Unión Europea, la certificación de los productos derivados de la agricultura ecológica está regulada por los Reglamentos Comunitarios 834/2007 y 889/2008. Esta certificación puede ser realizada por organismos públicos o privados. En España la certificación de los productos agrarios ecológicos está delegada a las Comunidades Autónomas y son estas las que legislan el modo de aplicación de los reglamentos comunitarios. En unas comunidades existe solo certificación pública (p. ej. Comunidad Valenciana y Región de Murcia), en otras solo existen certificadoras privadas (p.ej. Andalucía) y en otras se dan los dos tipos (p.ej. Castilla-La Mancha).

## Hispanoamérica

### Argentina

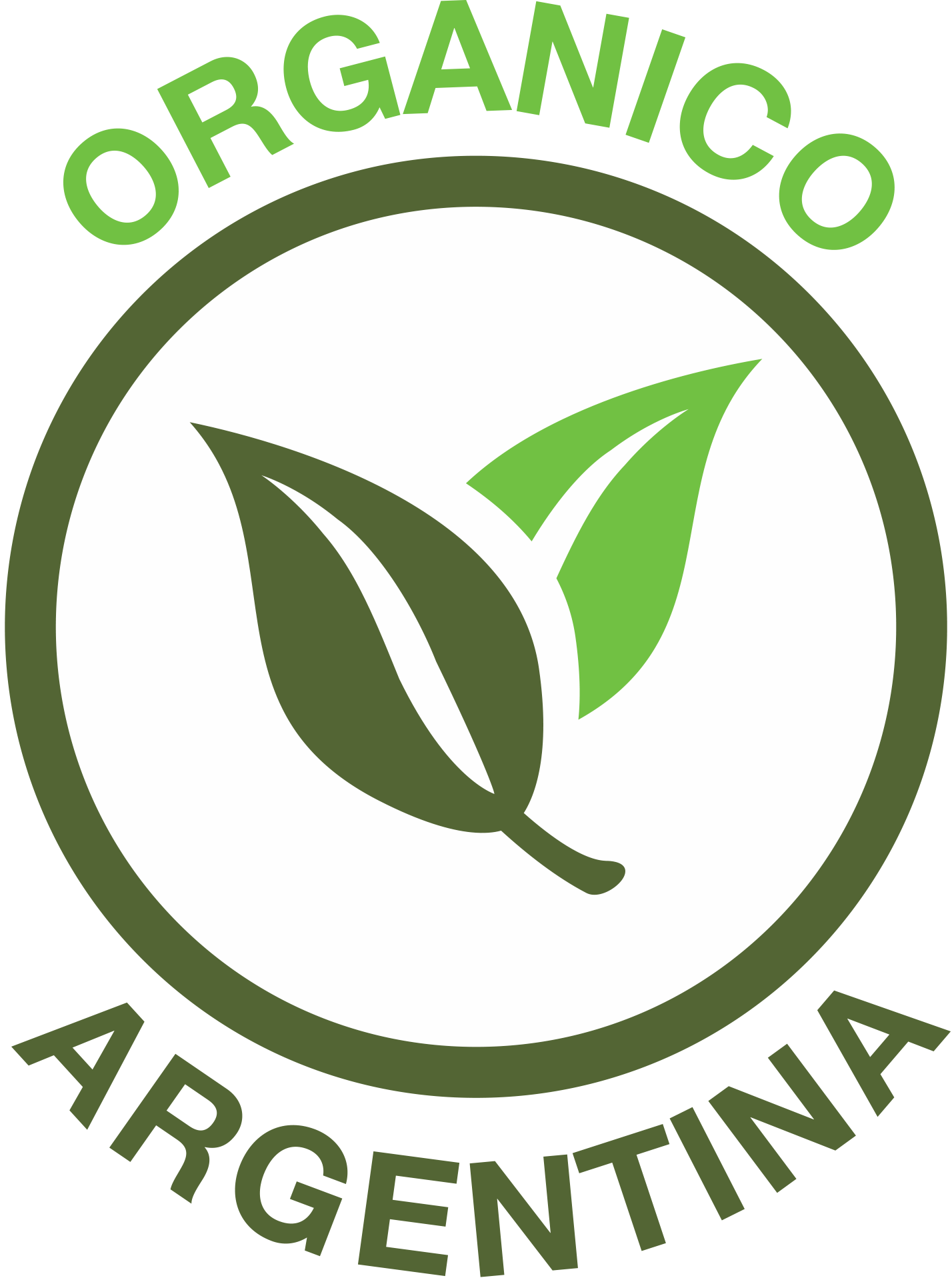
Sello Orgánico Argentina

En Argentina, desde 2012 existe el sello Orgánico Argentina, que distingue los productos. El control de la certificación está a cargo del SENASA junto con cuatro empresas certificadoras privadas. La producción orgánica está regulada por la Ley 25.127 del año 1999.

## Estados Unidos

Sello orgánico de EEUU

En Estados Unidos, se utiliza el término orgánico para los alimentos o productos de origen agropecuario que «integren prácticas biológicas, culturales y mecánicas que promuevan el equilibrio ecológico y conserven la biodiversidad». El Departamento de Agricultura reconoce cuatro tipos de producción orgánica: cultivos, ganado, productos procesados, cultivos salvajes.